# Wa-13
Wa-13 — тральщик Імперського флоту Японії, який взяв участь у Другій світовій війні.
Корабель, який належав до допоміжних тральщиків типу Wa-1, спорудили у 1943 році на верфі компанії Hitachi Zōsen.
З квітня 1943-го Wa-13 належав до військово-морського округу Йокосука, який відповідав за охорону східного узбережжя Японського архіпелагу. До кінця війни корабель діяв біля північно-східного узбережжя Хонсю, зокрема в районах Токійської затоки, затоки Суруга, Кацуури і Тьосі. Головними завданнями при цьому були ескортна та протичовнова служба, а також тральні роботи.
У вересні 1943-го тральщик двічі провів безуспішний протичовновий пошук у районі потоплення транспортів — спершу «Тагоноура-Мару», а потім «Койо-Мару». В січні 1944-го він так само безрезультатно намагався знайти субмарину, яка потопила переобладнаний канонерський човен «Касагі-Мару».
18—30 грудня 1943-го, 17—25 березня та 26 травня — 8 червня 1944-го Wa-13 здійснив ескортні рейси до Тітідзіми зі складу архіпелагу Огасавара (в останньому випадку із зупинками на островах Міяке і Хатідзьо зі складу архіпелагу Ідзу). На початку грудня тральщик залучили до постачання припасів на острови архіпелагу Ідзу і він відвідав Хатідзьо, Мікуру, Аогасіму та Ніїдзіму (під час перебування на останньому Wa-13 здійснив безрезультатну атаку п'ятьма глибинними бомбами по цілі, вказаній розвідувальним літаком).
29 квітня 1945-го Wa-13 вів вогонь по ворожому літаку.
Корабель дочекався капітуляції Японії, а в жовтні 1947-го був переданий США і в лютому 1948-го потоплений як ціль.